# Nagylupsa község
Nagylupsa község (románul: Comuna Lupșa) község Fehér megyében, Romániában. Központja Nagylupsa, beosztott falvai Bârdești, Bârzan, Curmătură, După Deal, Hadaró, Holobani, Lazuri, Lunca, Lupsapatak, Muska, Mănăstire, Mărgaia, Pițiga, Poșogani, Pârâu-Cărbunări, Szászavinc, Sásza, Trifești (Nagylupsa község), Valea Holhorii, Valea Șesii, Vinca, Văi.

## Népessége
A 2011-es népszámlálás adatai alapján a község népessége 3052 fő volt.